# Sielsowiet Horodno
Sielsowiet Horodno (biał. Гараднянскі сельсавет; ros. Городнянский сельсовет) – sielsowiet na Białorusi, w obwodzie brzeskim, w rejonie stolińskim, z siedzibą w Horodnie. Od południa i zachodu graniczy z Ukrainą.
Według spisu z 2009 sielsowiet Horodno zamieszkiwało 1623 osób, w tym 1609 Białorusinów (99,14%), 12 Ukraińców (0,74%), 1 Polak (0,06%) i 1 Rosjanin (0,06%).

## Miejscowości
- wsie:
  - Derewna
  - Horodno
  - Kolonia
  - Liscianki
  - Łuczyce
  - Nowy Pasiołak
  - Piasowa